# Dying Young
Dying Young is een Amerikaanse romantische dramafilm uit 1991 geregisseerd door Joel Schumacher. Het verhaal is gebaseerd op dat uit het gelijknamige boek van Marti Leimbach.

## Verhaal
Nadat Hilary O'Neil (Julia Roberts) ontdekt dat haar vriend haar bedrogen heeft, begint ze een nieuw leven en zoekt ze een nieuwe baan. Ze vindt werk als privéverpleegster voor Victor Geddes (Campbell Scott), een jongeman die lijdt aan leukemie. Ze worden verliefd, maar weten dat hun liefde eindig is omdat hij voorbestemd is om te sterven.

## Rolverdeling
| Acteur            | Personage        |
| ----------------- | ---------------- |
| Julia Roberts     | Hilary O'Neil    |
| Campbell Scott    | Victor Geddes    |
| Vincent D'Onofrio | Gordon           |
| Colleen Dewhurst  | Estelle Whittier |
| David Selby       | Richard Geddes   |
| Ellen Burstyn     | Frau O'Neil      |
| Dion Anderson     | Cappy            |
| George Martin     | Malachi          |
| A.J. Johnson      | Shauna           |
| Daniel Beer       | Danny            |

## Prijzen en nominaties
1992 - MTV Movie Award
- Genomineerd: Beste nieuwe acteur (Campbell Scott)
- Genomineerd: Beste actrice (Julia Roberts)
- Genomineerd: Meest begeerlijke vrouw (Julia Roberts)